# Chamaecytisus absinthioides
Chamaecytisus absinthioides là một loài thực vật có hoa trong họ Đậu. Loài này được (Janka) Kuzmanov miêu tả khoa học đầu tiên năm 1972.